# Almindelig pimpinelle
Almindelig Pimpinelle (Pimpinella saxifraga) er en flerårig plante i skærmplante-familien. Det er en 15-80 centimeter høj urt med marvfyldt stængel. Arten vokser bl.a. på enge og overdrev. Roden har en skarp smag og har været anvendt som lægemiddel mod halssygdomme.

## Beskrivelse
Stænglen er glat eller dunhåret, stribet og trind. I frugtstadiet kan stænglen være svagt hul. Grundbladene er enkelt fjersnitdelte med fint takkede til groft indskårne afsnit. Stængelbladene er dobbelt fjersnitdelte med smalle afsnit. De øverste stængelblade har veludviklet, ofte rødligt anløben bladskede, men en meget reduceret bladplade. Blomsterne er hvide (eller rødlige) og sidder i 6-15-strålede dobbeltskærme, der er nikkende før blomstringen. Frugten er ægformet og fint stribet med utydelige ribber.

## Udbredelse
Almindelig Pimpinelle er udbredt i Europa, Lilleasien og Vestsibirien. Den er indslæbt til Nordamerika.
I Danmark er arten almindelig på tør bund på enge, overdrev, bakker, strandvolde og langs veje. Den blomstrer i juni til september. Den stiller ikke større krav til jordens næringsindhold, idet den er lige hyppig i landets frodige som magre egne.